# Campana de Yongjusa

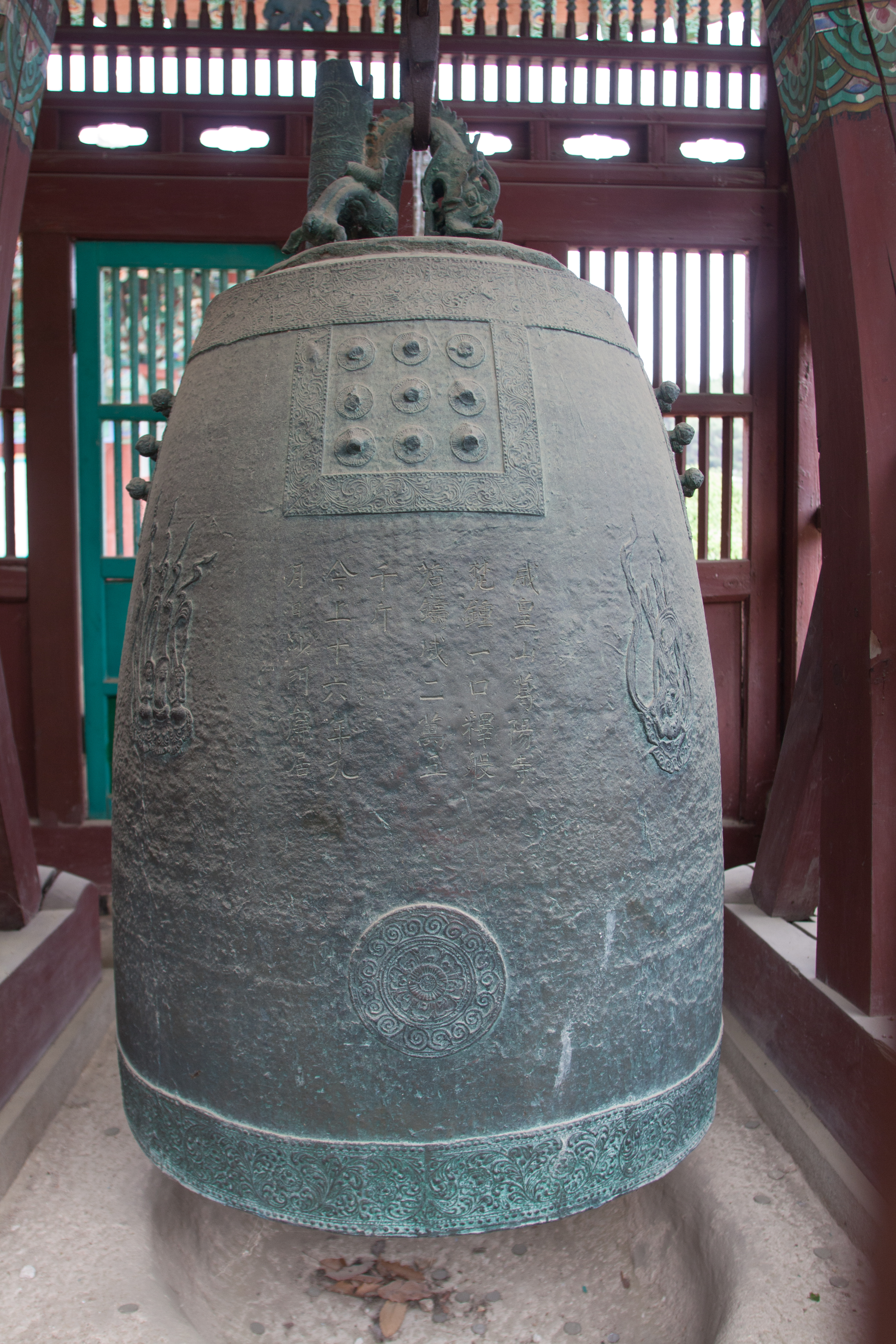
Campana de Yongjusa
Hangul: 용주사 동종

La Campana de Yongjusa se encuentra en Yongjusa y es uno de los Tesoros Nacionales de Corea del Sur catalogado como el número 120. Hecha de cobre de la campana  se estima que es de la dinastía Goryeo. La campana tiene una altura de 144 cm, y un diámetro de 87 cm.

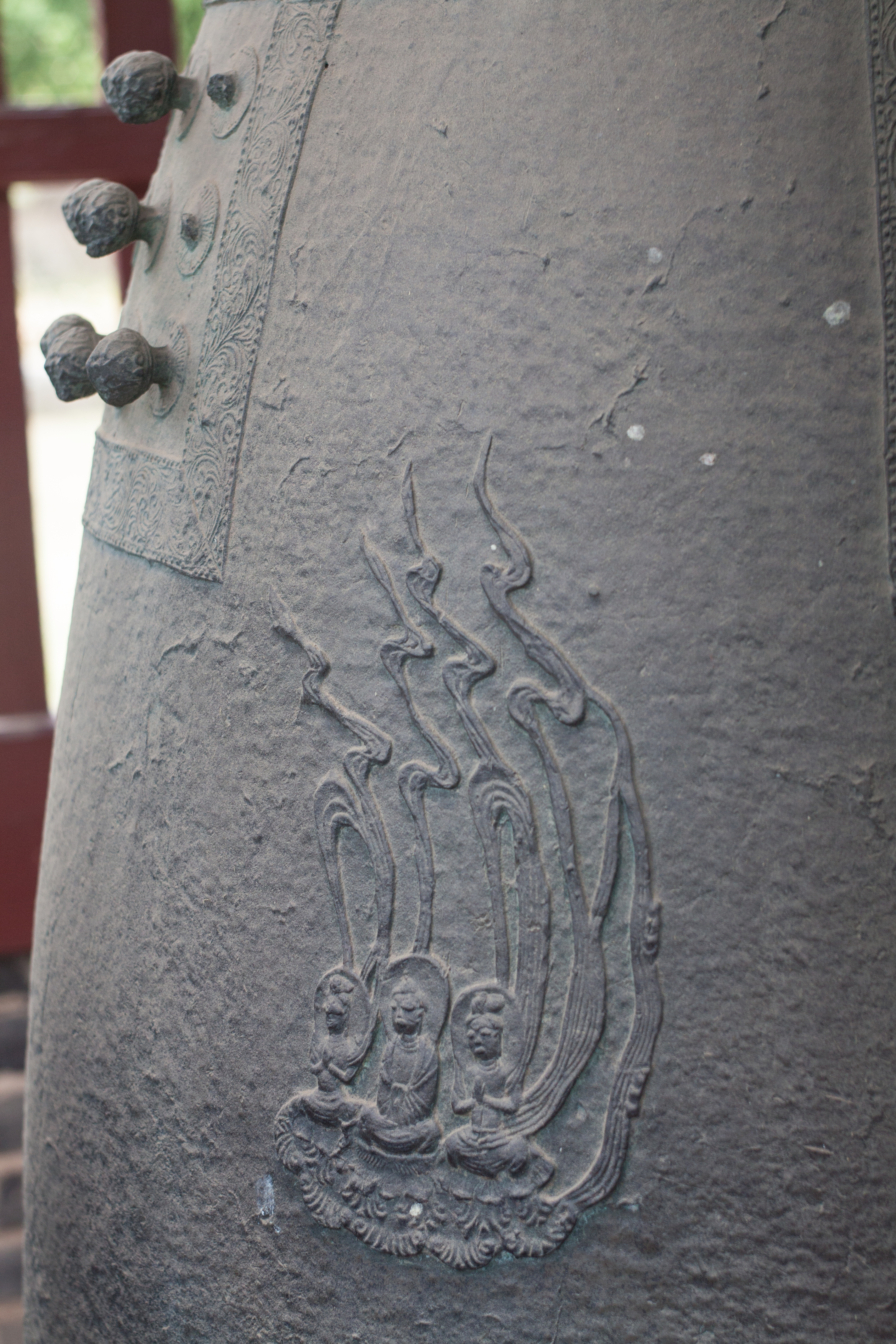
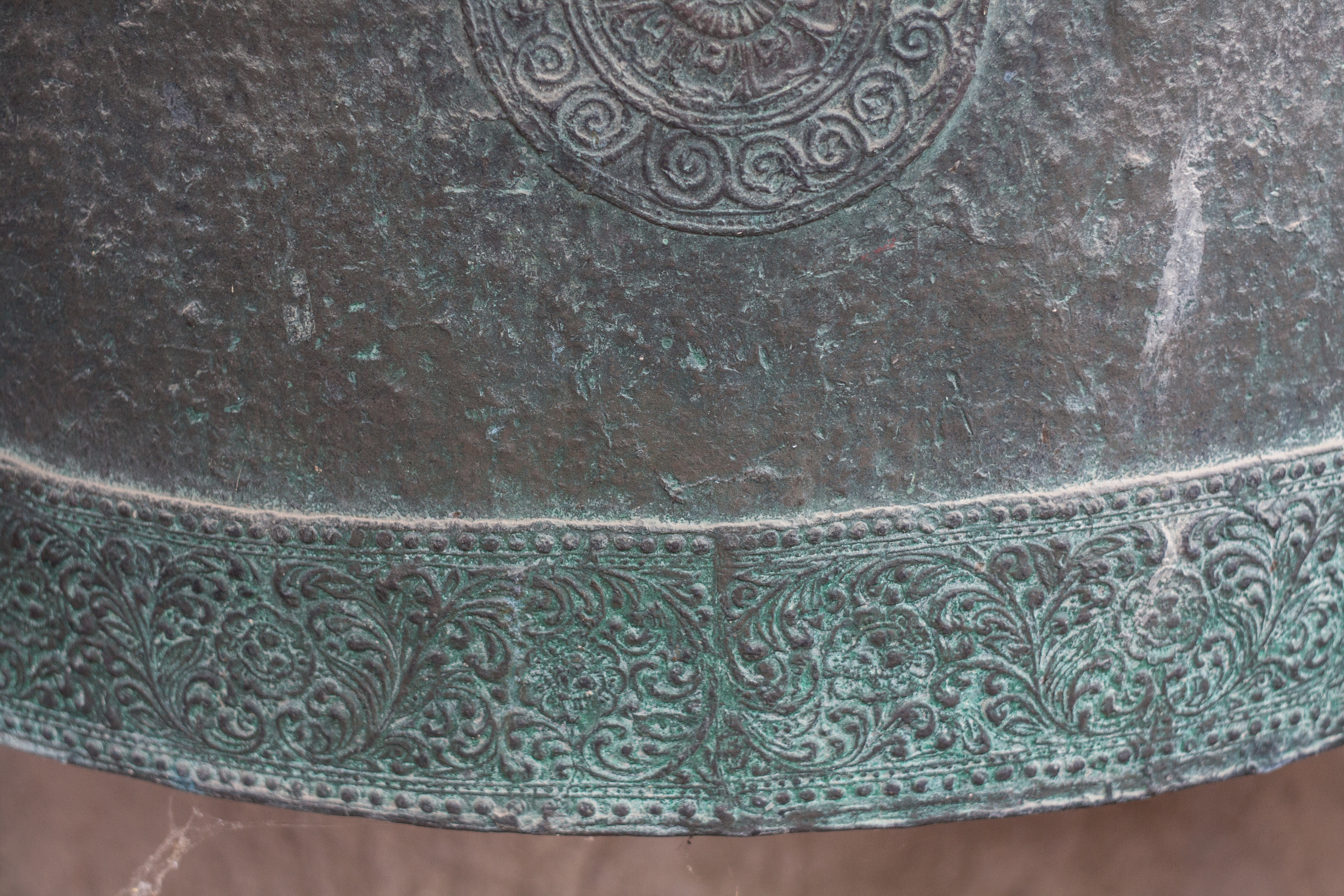
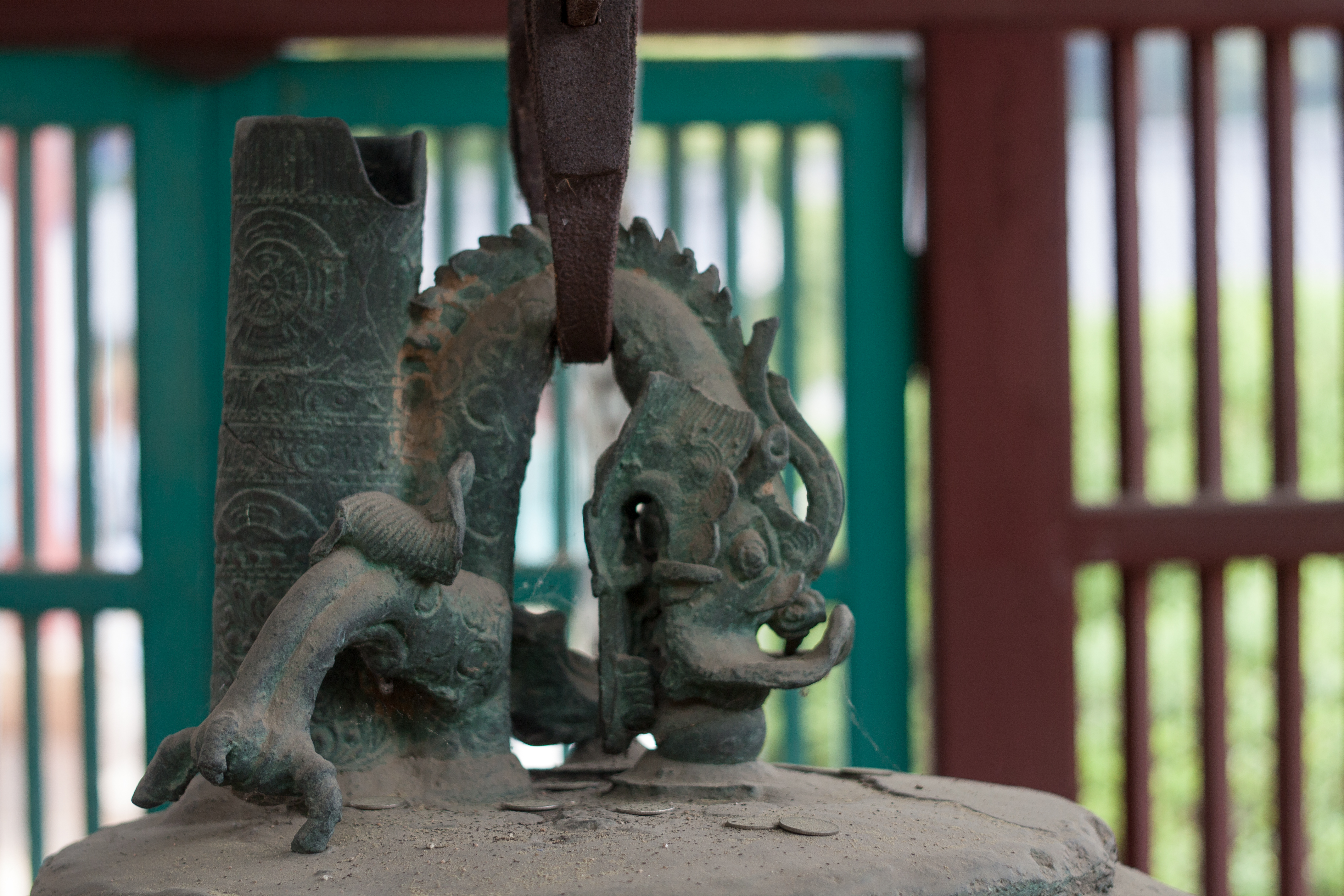